# Hanna Sola
Hanna Leanidaŭna Sola (in bielorusso Ганна Леанідаўна Сола?; Šumilina, 16 febbraio 1996) è una biatleta bielorussa.

## Biografia
In Coppa del Mondo ha esordito il 5 dicembre 2015 a Östersund (37º nella sprint) e ai campionati mondiali a Oslo Holmenkollen 2016 (77ª nella sprint).
Ai mondiali di Östersund 2019 si è piazzata 13ª nella staffetta mista e 16ª nella staffetta singola mista e a quelli di Anterselva 2020 84ª nella sprint, 50ª nell'individuale, 13ª nella staffetta e 15ª nella staffetta singola mista. Il 16 gennaio 2021 a Oberhof ha ottenuto il primo podio in Coppa del Mondo (2ª nella staffetta) e ai successivi mondiali di Pokljuka 2021 ha vinto la medaglia di bronzo nella sprint e si è classificata 26ª nell'inseguimento, 70ª nell'individuale, 30ª nella partenza in linea e 4ª nella staffetta. Il 10 dicembre 2021 ha conquistato il primo successo in Coppa del Mondo, vincendo la sprint di Hochfilzen. Ha debuttato ai Giochi olimpici invernali a Pechino 2022 posizionandosi 26ª nella sprint, 4ª nell'inseguimento, 54ª nell'individuale, 10ª nella partenza in linea, 13ª nella staffetta e 16ª nella staffetta mista. È inattiva in ambito internazionale da quella stessa stagione 2021-2022 poiché in seguito all'invasione russa dell'Ucraina del 2022 gli atleti bielorussi sono stati esclusi dalle competizioni riconosciute dall'International Biathlon Union.

## Palmarès

### Mondiali
- 1 medaglia:
  - 1 bronzo (sprint[2] a Pokljuka 2021)

### Europei
- 1 medaglia:
  - bronzo (staffetta mista a Minsk-Raubyči 2019)

### Mondiali giovanili
- 1 medaglia:
  - 1 oro (staffetta a Minsk-Raubyči 2015)

### Coppa del Mondo
- Miglior piazzamento in classifica generale: 18º nel 2022
- 9 podi (5 individuali, 4 a squadre), oltre a quello ottenuto in sede iridata e valido anche ai fini della Coppa del Mondo:
  - 1 vittoria (individuale)
  - 6 secondi posti (2 individuali, 4 a squadre)
  - 2 terzi posti (individuali)

#### Coppa del Mondo - vittorie
| Data             | Località   | Nazione | Spec. |
| ---------------- | ---------- | ------- | ----- |
| 10 dicembre 2021 | Hochfilzen | Austria | SP    |

Legenda:

SP = sprint